# عدسی دورنما
عدسی دورنما (به انگلیسی: BiOptic Telescope) نوعی ریزبین کوچک و قوی است که بر روی عینک فرد نیمه بینا سوار می‌شود و کمک می کند تا وی، اجسام دور را به راحتی ببیند و نوشته ها را از فاصله دور بخواند. از آنجا که بیشتر بیماران ترجیح می دهند بر روی هر دو شیشه عینک خود این نوع عدسی را نصب کنند، به آن BiOptic گفته می شود.(Bi:دو+Optic:عدسی،لنز.) با این حال افراد می توانند در صورت علاقه، تنها بر روی یکی از شیشه های عینک خود یک عدسی دورنما نصب کنند. در برخی کشورها همچون کانادا، ایالات متحده آمریکا و برخی کشورهای اروپایی، افراد کم بینا و نیمه بینا قادرند با استفاده از عدسی دورنما و کسب مهارت، وسائط نقلیه را بدون مشکل برانند.

## رانندگی با عدسی دورنما
این وسیله سبب می‌شود تا دید کم فرد، در یک نقطه گسترش پیدا کند تا وی بتواند اجسام دور را به راحتی ببیند. در هنگام رانندگی با استفاده از عدسی دورنما، فرد معمولاً 95% از بینایی خود بهره می گیرید و تنها برای دیدن تابلوها، چراغ راهنمایی و دیگر اجسام دور با یک نگاه گذرا به نقطه کانونی آن، از آن استفاده می کنند. شخص کم بینا برای رانندگی به کمک عدسی دورنما می بایست تحت آموزش های عملی (آموزش رانندگی با عدسی دورنما) و نظری ویژه ای قرار بگیرد. لازم به یادآوری است که نظر چشم پزشک به تنهایی تعیین کننده اینکه آیا یک فرد کم بینا می‌تواند با استفاده از عدسی دورنما رانندگی کند یا خیر، نیست و می بایست متخصصان دیگری همچون مربی رانندگی و مربی جهت یابی نیز نظر خود را بیان کنند.